# Michel Crémadès
Michel Crémadès est un acteur et metteur en scène français, né le 23 mars 1955 à Kouba en Algérie française.

## Biographie
Né dans une famille d’origine espagnole, il grandit dans la banlieue sud-est d’Alger. Aux études, il préfère le football et trouve plus passionnant de monter des spectacles avec ses camarades. Arrivé à Paris, il prend des cours de comédie au Studio 34 et des cours de mime et d'expression corporelle avec le mime Praline.
Il arrive en France en 1971 et commence sa carrière professionnelle à la fin des années 1970, notamment dans la pièce de Dylan Thomas, Le Bois de lait, dans une mise en scène de Sacha Pitoëff. Sa participation au Théâtre de Bouvard dès 1982, aide à le faire connaître d’un large public. Dès lors, il enchaîne les rôles au théâtre, au cinéma et à la télévision.
Sur scène, il est l’interprète de pièces comme Apocalypse Na! d'Eric Assous, Oscar de Pierre Magnier, dans une mise en scène de Pierre Mondy, La Jalousie de Sacha Guitry, La Dame de chez Maxim de Georges Feydeau ou Les Palmes de Monsieur Schutz de Jean-Noël Fenwick. Pour le petit écran, il apparaît dans plusieurs téléfilms et dans des épisodes de séries à succès comme : Marie Pervenche, Maigret, Navarro et Joséphine, ange gardien.
Au cinéma, on le voit entre autres, dans Les Ripoux et Ripoux contre ripoux de Claude Zidi, Promotion canapé, Les Visiteurs 2 de Jean-Marie Poiré, Astérix et Obélix : Mission Cléopâtre d'Alain Chabat, Micmacs à tire-larigot de Jean-Pierre Jeunet et Case départ de Fabrice Eboué, Thomas N'Gijol et Lionel Steketee. Il tourne aussi dans de nombreux courts-métrages.
Il est parrain de l'Association européenne contre les leucodystrophies (ELA). Il reçoit avec l'équipe de la pièce de théâtre Les Faux British le Molière du meilleur spectacle comique en 2016. Il est également parrain de la chaîne Comcom tv dans l'Yonne dirigée par Miguel Marquez[réf. nécessaire], département où il a résidé durant de nombreuses années.

## Filmographie

### Cinéma

#### Longs métrages
- 1983 : Y a-t-il un pirate sur l'antenne ? de Jean-Claude Roy : le vigile
- 1984 : Les Ripoux de Claude Zidi : le pickpocket
- 1985 : Le téléphone sonne toujours deux fois !! de Jean-Pierre Vergne : l'opticien
- 1985 : Le Bonheur a encore frappé de Jean-Luc Trotignon : Professeur Sanchez
- 1986 : Conseil de famille de Costa-Gavras : l'installateur
- 1986 : Club de rencontres de Michel Lang : Garazzi
- 1988 : Les cigognes n'en font qu'à leur tête de Didier Kaminka : un voyageur du métro
- 1989 : Ripoux contre ripoux de Claude Zidi : le braqueur
- 1990 : Promotion canapé de Didier Kaminka : Jean-Paul
- 1993 : Profil bas de Claude Zidi : le jeune drogué
- 1995 : Hercule et Sherlock de Jeannot Szwarc : Lucien
- 1998 : Les Couloirs du temps : Les Visiteurs 2 de Jean-Marie Poiré : Lucien Remoux
- 2002 : Astérix et Obélix : Mission Cléopâtre d'Alain Chabat : Triple Patte
- 2002 : Le Boulet d’Alain Berbérian et Frédéric Forestier : Monsieur Martinet
- 2002 : La Vérité sur Charlie de Jonathan Demme : le réceptionniste
- 2006 : Fracassés de Franck Llopis : le caissier du métro
- 2007 : Mariés ou presque... de Franck Llopis : le serveur du bar
- 2009 : Micmacs à tire-larigot de Jean-Pierre Jeunet : Petit Pierre
- 2010 : Donnant Donnant d’Isabelle Mergault : l’homme à l'arrêt de bus
- 2011 : Case départ de Fabrice Eboué, Thomas N'Gijol et Lionel Steketee : Isaac
- 2011 : Le Premier Homme de Gianni Amelio : le gardien du cimetière
- 2012 : Astérix et Obélix : Au service de sa Majesté de Laurent Tirard : Facederax
- 2015 : Robin des bois, la véritable histoire d'Anthony Marciano : le petit vieux du gang Sherwood
- 2015 : We Are Tourists d’O'ar Pali et Remy Bazerque : Didier
- 2016 : Camping 3 de Fabien Onteniente : le moustachu
- 2021 : Le Dernier Mercenaire de David Charhon : Fernand
- 2021 : Super-héros malgré lui de Philippe Lacheau : Le vieil homme
- 2022 : Je t'aime, filme-moi ! d'Alexandre Messina : Fredo
- 2022 : Irréductible de Jérôme Commandeur : Gérard
- 2022 : Un petit miracle de Sophie Boudre : Robert

#### Courts métrages
- 1985 : Temps variable d'Anne Noury
- 1986 : Michel de Jean-Louis Gros
- 1987 : Mer calme, sable agité de Philippe Rive
- 1988 :  J'ai mal à ma vache ! de Vlorian Fignasse
- 1989 :  Ah bon ? de Vol de Fignes de la Comédie Française (TIMP)
- 1990 : Le cafard et la reine de Rafael Viguer
- 1991 : Cinématograve de Tiéri Barié
- 1992 : Tout petit déjà de David Carayon : L'entraîneur
- 1994 : Le bonheur à cloche-pied de Jacqueline Surchat
- 1995 : Jour de chance au bâtiment C de Lionel Gédébé
- 1997 : Photomaton de Philippe Dorison
- 1998 : Ad Vitam Aeternam de Claude Dauguet
- 1998 : Banco de Patrick Bossard : le mendiant
- 1998 : Chronique d'un amour qui dure de Jamel Mokni : Bel
- 1998 : Peaux de lapins de Mike Baudoncq
- 1999 : Quand on est amoureux c'est merveilleux de Fabrice Du Welz : Jean-Yves
- 1999 : Bill d'Edwin Kruger
- 1999 : Espion 30 secondes de C. Charbit
- 2000 : Petits joueurs de Chantal Farinelli
- 2001 : Hôtel Paradise de Patrick Bossard
- 2004 : Photomateurs (Obturations) de Pascal Tosi : Marcel
- 2005 : Lucie de Frédéric Avril (+ scénario)
- 2006 : Raging Ball de Nicolas Duval : le maestro
- 2006 : Ainsi soit skin d’Antoine Dahan
- 2010 : Planter des rêves de Pierre-Antoine Carpentier : Pierre
- 2011 : Chambre 9 de Frédéric Bouffety : Jérôme
- 2013 : Retenez bien ma gueule!  de Mathias Gomis : le journaliste
- 2013 : La Queue de Yacine Sersar
- 2014 : Planter des rêves de Pierre-Antoine Carpentier : Pierre
- 2014 : Hansel et Gretel de Samuel Hercule
- 2019 : Accouche 2 de Paul Lapierre

### Télévision

#### Téléfilms
- 1985 : D'amour et d'eau chaude de Jean-Luc Trotignon : l'écrivain
- 1991 : Sous le signe du poisson de Serge Pénard : Scipion
- 1992 : Les cravates-léopard de Jean-Luc Trotignon : Brechot
- 1992 : 2 bis, rue de la combine d'Igaal Niddam : Aiglefin
- 1992 : Les taupes-niveaux de Jean-Luc Trotignon : un policier
- 1997 : Un petit grain de folie de Sébastien Grall : la souris
- 1998 : Fugue en ré de Christian Faure : Poupard
- 2000 : Suite en ré de Christian Faure : Poupard
- 2005 : Saint-Germain ou la Négociation de Gérard Corbiau : Claudius
- 2006 : On a volé la Joconde de Fabrizio Costa : Montignac
- 2008 : La Dame de chez Maxim, pièce de Georges Feydeau filmée par Jean-Luc Orabona : l’abbé Chantreau
- 2012 : La Guerre du Royal Palace de Claude-Michel Rome : Anatole Mandrin
- 2023 : L'Incroyable Embouteillage de David Charhon : Jean
- 2024 : L'Incroyable Embouteillage 2 : Vive les mariés ! de David Charhon : Jacques

#### Séries télévisées
- 1982-1985 : Le Théâtre de Bouvard de Philippe Bouvard
- 1984 : Billet doux de Michel Berny : Zirbini
- 1986 : Médecins de nuit d'Emmanuel Fonlladosa, épisode : Le Mot de passe (série télévisée) : un voyou
- 1987 : Marie Pervenche, épisode Le jour de gloire n'est pas près d'arriver de Claude Boissol : Barona
- 1987 : Hôtel de police, épisode : Les Coursiers d'Emmanuel Fonlladosa : le bègue
- 1990 : Maguy sur Antenne 2 : Eugène Tampon
- 1991 : C'est quoi ce petit boulot? de Michel Berny et Gian Luigi Polidoro : Paco
- 1992-1993 : Fantômette de Marco Pauly, Christiane Lehérissey et Christiane Spiero : le Furet
- 1993 : Inspecteur Médeuze, épisode Poulet fermier de Philippe Triboit : un gendarme
- 1994 : Maigret, La Patience de Maigret d'Andrzej Kostenko : le bijoutier
- 1996-1997 : Jamais deux sans toi...t, 2 épisodes : Jean-Gilbert Caron
  - 1996 : Loto mobile d'Emmanuel Fonlladosa
  - 1997 : Les sous-loués
- 1999 : H, épisode Une histoire de croyance de Jean-Luc Moreau : le patient
- 2003 : L'Emmerdeuse, épisode Les caprices de l’amour de Michaël Perrotta : Gérard
- 2005 : Navarro, épisode Une femme aux abois de José Pinheiro : Contini
- 2006 : Père et Maire, épisode Une seconde chance de Pascal Heylbroeck : Gaëtan Valéro
- 2006 : Préjudices, épisode Circonstances aggravantes de Frédéric Berthe
- 2007 : Joséphine, ange gardien, épisode Ticket gagnant de Pascal Heylbroeck : Jean-Jacques
- 2007 : Water Comédie, épisode 5 de Claude Dauguet
- 2009 : Caméra Café 2, 1 épisode.

### Clip
- 2010 : Du temps d'Amandine Bourgeois, réalisé par Olivier Megaton

## Théâtre

### Comédien
- 1979 : Le Bois de lait de Dylan Thomas, mise en scène Sacha Pitoëff, Petit Montparnasse
- 1982 : Demain j'enlève le noir de Raymond Aquilon et Yvan Saal, mise en scène Léa Lambert, Théâtre d'Edgar Paris
- 1982-1983 : Apocalypse Na! d'Eric Assous, mise en scène de l’auteur, Le Tintamarre de Paris
- 1983 : Le rapin de Georges Saint-Yves, mise en scène de l’auteur, Espace Gaité Paris
- 1984 : Les dieux sont tombés sur la tête d’après James Uys, mise en scène par Michel Crémadès
- 1989 : Les joyeuses et horrifiques farces du père Lalande de Jean Manuel Florensa, mise en scène de l’auteur, Compagnie Le Théâtre de Feu de Mont de Marsan
- 1990 : Chez Marcel de Fanny Vallon.
- 1992 : Le Grand Jeu de Philippe Hodara et Bruno Chapelle, mise en scène Didier Colas
- 1993 : Silence en coulisses ! de Michael Frayn, mise en scène Jean-Luc Moreau, théâtre du Palais-Royal
- 1994-1995 : Drôle de couple de Neil Simon, mise en scène Bernard Murat, Théâtre des Bouffes-Parisiens
- 1996-1997 : Oscar de Claude Magnier, mise en scène Pierre Mondy, Théâtre des Variétés
- 1998-1999 : Le Bel Air de Londres de Dion Boucicault, mise en scène Adrian Brine, théâtre de la Porte-Saint-Martin
- 1999 : Du vent dans les branches de sassafras de René de Obaldia, mise en scène Thomas Le Douarec, Théâtre du Ranelagh, en tournée
- 1999 : Frédérick ou le Boulevard du crime d’Éric-Emmanuel Schmitt, mise en scène Bernard Murat, en tournée
- 2001 : La Jalousie de Sacha Guitry, mise en scène Bernard Murat, théâtre Édouard VII
- 2003-2004 : Devinez qui ? (Les Dix petits nègres) d’Agatha Christie, mise en scène Bernard Murat, Théâtre du Palais-Royal et en tournée
- 2007 : La Dame de chez Maxim de Georges Feydeau, mise en scène Francis Perrin, théâtre des Variétés
- 2008 : Croque monsieur de Marcel Mithois, mise en scène Alain Sachs, théâtre des Variétés
- 2010 : Famille de stars de Rémi Rosello, mise en scène de l’auteur, Théâtre Traversière Paris, en tournée
- 2013-2014 : Les Palmes de Monsieur Schutz de Jean-Noël Fenwick, mise en scène Gérard Caillaud, Théâtre Michel
- 2015-2019: Les Faux British d’Henry Lewis (en), Jonathan Sayer, et Henry Shields, mise en scène Gwen Aduh, Théâtre Tristan Bernard, tournée, théâtre Saint-Georges
- 2025 : Tout va très bien ! de Ray Cooney et Michael Cooney, mise en scène Arthur Jugnot, tournée

### Metteur en scène
- 1984 : Les dieux sont tombés sur la tête d’après James Uys
- 2007 : Un air de famille d'Agnès Jaoui et Jean-Pierre Bacri, en tournée (compagnie du TMS)
- 2009 : Le Chalet de l'horreur de la trouille qui fait peur de Patricia Levrey, Festival d'Avignon
- 2009 : Frou-Frou les bains de Patrick Haudecœur, en tournée (compagnie du TMS)
- 2010 : Le Chalet de l'horreur de la trouille qui fait peur de Patricia Levrey, Comédie de Paris
- 2011 : Le père Noël est une ordure du Splendid, en tournée (compagnie du TMS)
- 2012-2013 : Le vent des peupliers[5] de Gérald Sibleyras, en tournée (Compagnie du Bleuet)
- 2013 : Le Chalet de l'horreur de la trouille qui fait peur de Patricia Levrey, en tournée